# Stauroderus campestris
Stauroderus campestris är en insektsart som först beskrevs av Carl Stål 1861.  Stauroderus campestris ingår i släktet Stauroderus och familjen gräshoppor. Inga underarter finns listade i Catalogue of Life.